# Sberbank
Sberbank (in russo Сбербанк?), contrazione di Sberegatel'nyj bank (in russo Сберегательный банк?, ovvero "cassa di risparmio") è una banca pubblica russa con sede a Mosca.
Maggior gruppo bancario del Paese e dell'Europa dell'Est, è al 2023 il 59º gruppo bancario al mondo per capitalizzazione nonché uno degli unici due istituti russi nelle prime cento posizioni (assieme a VTB Bank, che è 100º).
Oltre il 53% delle quote societarie è di proprietà della Banca centrale russa e di altri investitori istituzionali legati al Governo russo, mentre il resto delle azioni è distribuito tra investitori privati, il più importante tra i quali è la società d'investimento statunitense Vanguard Group (1,81% al gennaio 2025).

## Storia

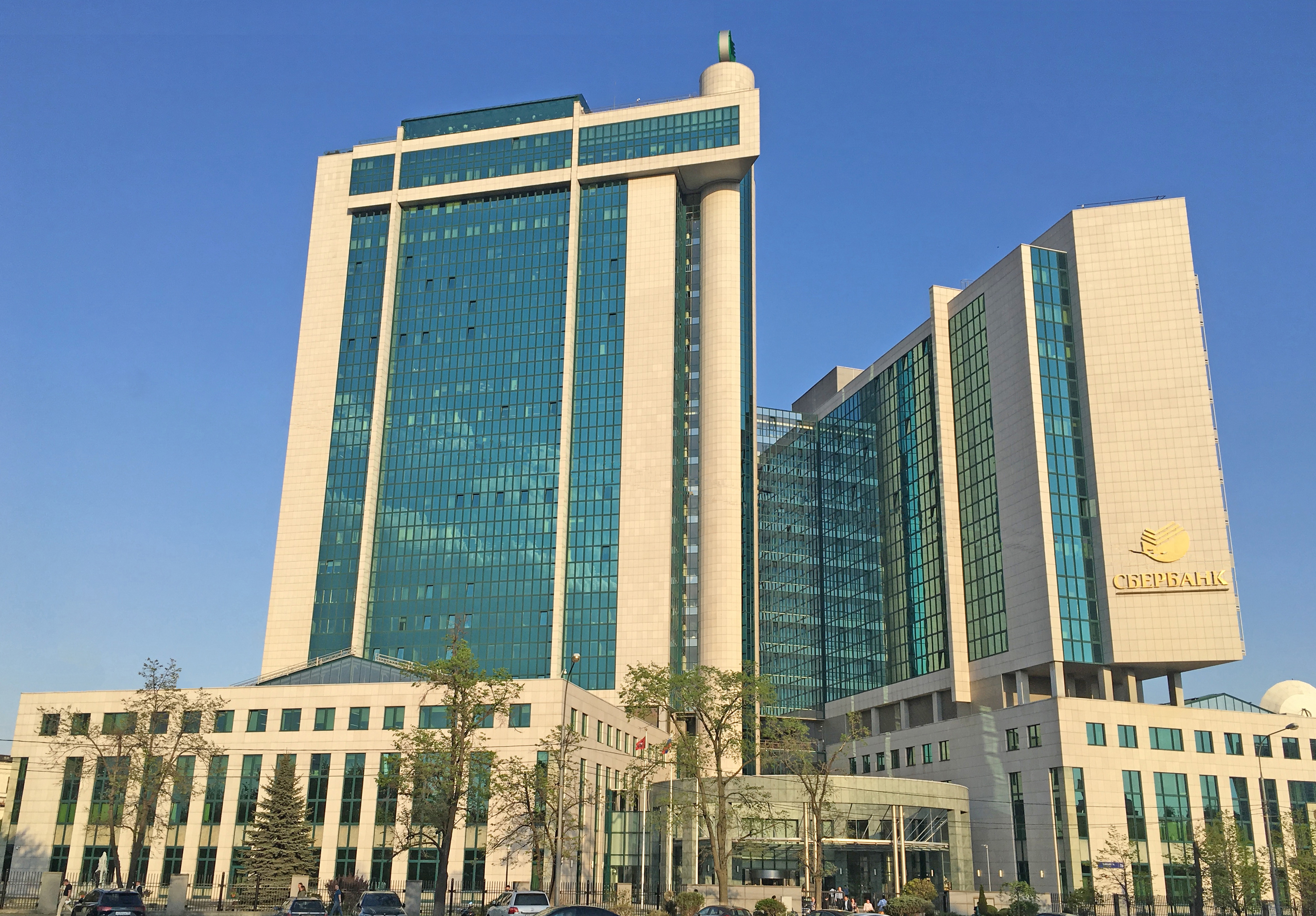
Quartier generale di Sberbank a Mosca

Le origini di Sberbank risalgono alla riforma finanziaria implementata nel 1841 dal conte russo-tedesco Georg Cancrin, quando in Russia fu creata la prima rete di casse di risparmio statali. Alla fine del XIX secolo, questa raggiunse quasi 4 000 punti vendita con oltre 2 milioni di depositanti. Dal 1905, le casse di risparmio furono autorizzate a vendere assicurazioni, e, dopo il 1910, esse iniziarono a sovvenzionare gli istituti di cooperazione creditizia e ad estendere prestiti ai piccoli istituti di credito. Più tardi, nel 1915, iniziarono altresì ad accettare il deposito di titoli di Stato.
Dopo la Rivoluzione d'ottobre del 1917, il sistema di casse di risparmio statali proseguì le proprie attività e crescita sotto la gestione del Ministero delle finanze dell'URSS, che lo ribattezzò "Sistema di casse di risparmio del lavoro statale". Dal 1926, gli sportelli delle banche di risparmio furono utilizzati per pagare gli stipendi degli operai e degli impiegati, nonché per distribuire i biglietti della lotteria di Stato e per collocare i titoli di Stato presso il pubblico. Le casse di risparmio introdussero quindi servizi più ampi come i trasferimenti di denaro.
Alla fine degli anni '80, il sistema delle casse di risparmio sovietiche contava quasi 80.000 filiali. Nell'ambito delle riforme della Perestrojka di Michail Gorbačëv, nel 1987 i punti vendita delle casse di risparmio vennero riorganizzati nella Cassa di risparmio dell'URSS. All'interno di quest'ultima furono create casse di risparmio separate nelle Repubbliche sovietiche. Dopo lo scioglimento dell'URSS, le ex casse di risparmio repubblicane divennero casse di risparmio statali dei nuovi stati post-sovietici indipendenti.
Nel 1991, la Cassa di risparmio della RSFSR è stata riorganizzata nella Cassa di risparmio commerciale per azioni della Federazione Russa (Sberbank of Russia, quindi Sberbank).

## Presenza internazionale
- BPS Sberbank
- Sberbank
- Sberbank Europe
- Sberbank Europe
- Sberbank Europe
- Sberbank Europe
- Sberbank Europe
- Sberbank International
- Sberbank International
- Sberbank International
- Sberbank  (chiusa nell'agosto 2022)
- Sberbank  (chiusa nel 2022)
- Sberbank CIB  (chiusa nel maggio 2023)
- Sberbank CIB  (in amministrazione controllata dal 2022)
- Sberbank CIB  (chiusa nel 2022)
- Sberbank Europe  (chiusa nel dicembre 2022 venduta in estate 2023)
- Sberbank Europe  (chiusa nel dicembre 2022)
- Sberbank Europe  (chiusa nel dicembre 2022)
- Sberbank Switzerland  (venduta nel settembre 2022)

In seguito all'annessione della penisola di Crimea da parte della Russia nel 2014, ed in ragione delle interconnessioni tra azienda e Governo russo, l'amministrazione Obama e l'Unione europea hanno aggiunto Sberbank e le sue sussidiarie all'elenco di aziende russe sottoposte a sanzioni internazionali.
Nel novembre 2021, con l'obiettivo di concentrarsi sui mercati prioritari, Sberbank Europe AG ha venduto banche associate in Bosnia-Erzegovina (Sberbank a.d. Banja LuKa e Sberbank BH d.d. Sarajevo), in Croazia (Sberbank d.d.), in Ungheria (Sberbank Magyarorszag Zrt.), in Serbia (Sberbank Srbija a.d. Beograd) e in Slovenia (Sberbank banka d.d.) al gruppo serbo MK per circa 500 milioni di euro.

Il 2 marzo 2022, a seguito dalle sanzioni europee per l'invasione dell'Ucraina da parte delle truppe russe che comprendono anche l'estromissione dal sistema SWIFT, la Sberbank Europe annuncia di lasciare il mercato europeo. La controllata dell'Austria è stata dichiarata fallita dalla Bce per insolvenza.

## Proprietà
L'azionista di maggioranza di Sberbank è il Russian National Wealth Fund gestito dal governo della Russia (fino al 2020 la Banca Centrale della Federazione Russa), che possiede il 50% + 1 quota di voto delle azioni con diritto di voto di Sberbank. Il resto delle azioni sono disperse tra investitori di portafoglio, privati e di altro tipo.
La banca centrale russa non può vendere la sua partecipazione senza un cambiamento nelle leggi della Russia.